# Atmosphärenbremsung

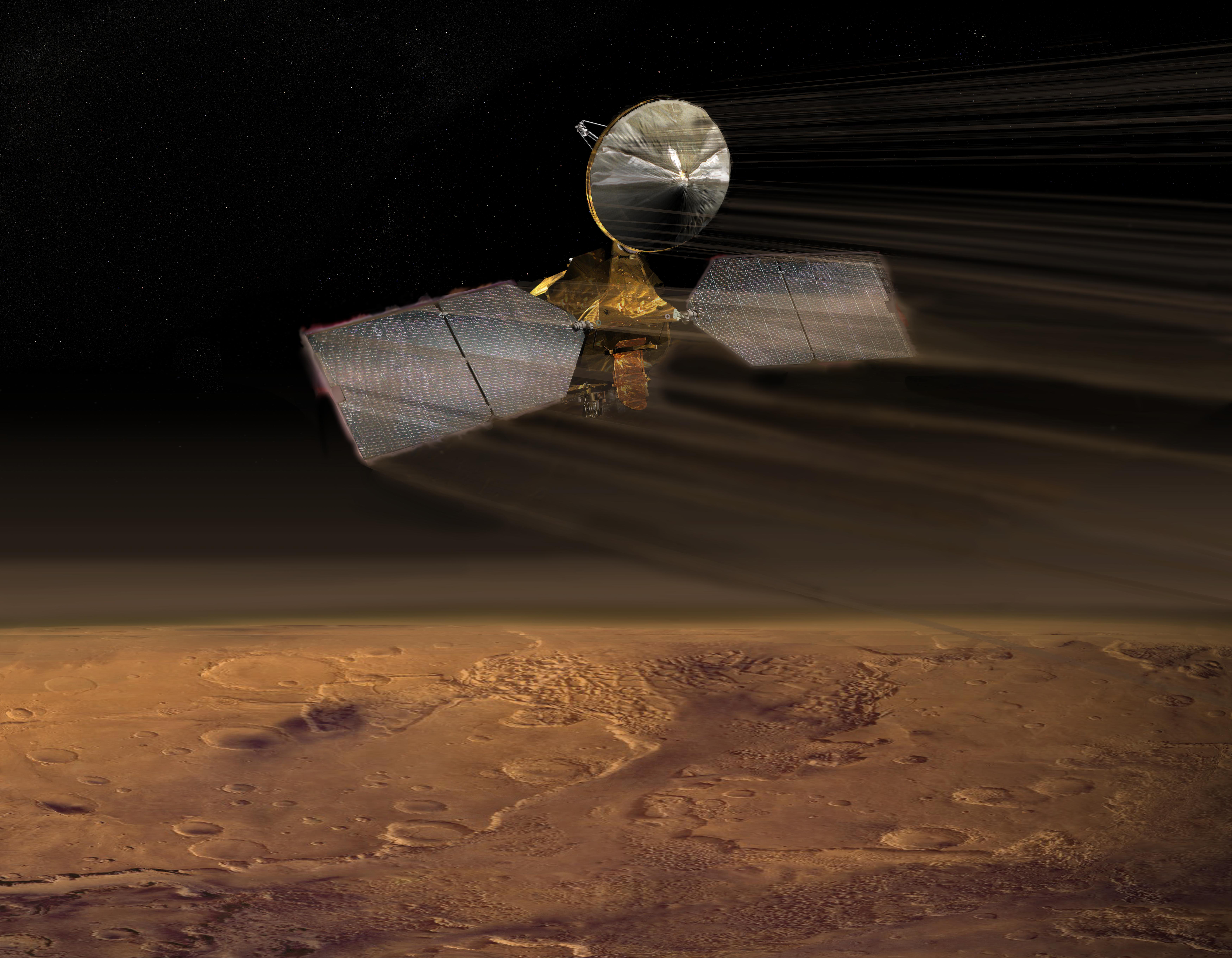
Mars Reconnaissance Orbiter während des Aerobraking-Manövers (künstlerische Darstellung)

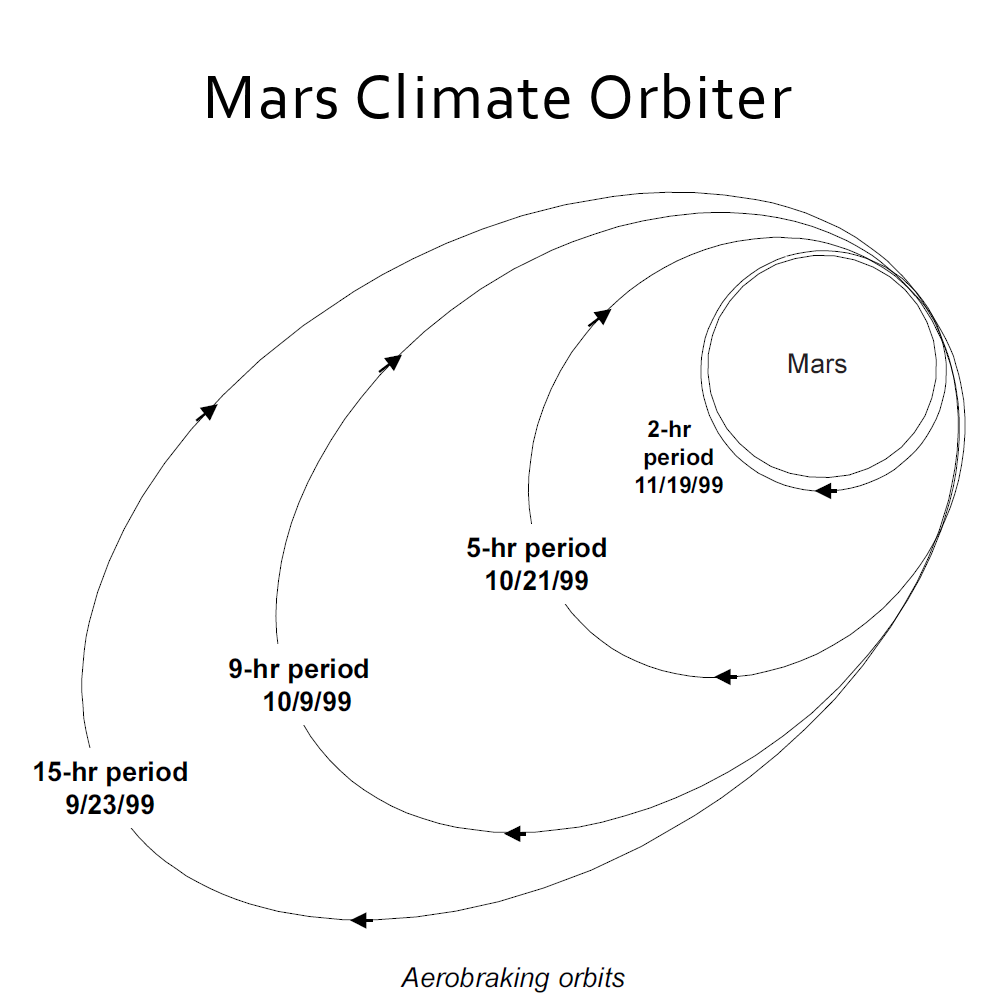
Mars Climate Orbiter: Geplantes Aerobrakingmanöver vom 23. September bis 19. November 1999 mit Angabe der Umlaufzeiten

Unter Atmosphärenbremsung (engl. Aerobraking oder atmospheric braking) versteht man ein Bahnmanöver der Raumfahrt, mit dem die Geschwindigkeit eines Raumflugkörpers durch mehrfaches Eintauchen in die obere Atmosphäre eines Himmelskörpers gezielt verringert und dadurch die Flugbahn schrittweise an diesen angenähert wird. Eine Atmosphärenbremsung ist technisch weniger anspruchsvoll als ein Atmosphäreneinfang (Aerocapture), da das Raumfahrzeug geringer und nicht durchgehend abgebremst wird und sich somit weniger stark erhitzt.

## Vorgang
Das abzubremsende Raumfahrzeug befindet sich zunächst in einer elliptischen Umlaufbahn. Die Periapsis (geringste Entfernung) der Bahn liegt dabei in einem Bereich der Hochatmosphäre des Himmelskörpers. Dann wird mit jeder Umrundung die Bahnhöhe der Apoapsis (weiteste Entfernung) verringert. Diese Verringerung erfolgt durch den Strömungswiderstand der Atmosphäre. Wenn das Raumfahrzeug nicht landen soll, dann werden bei Erreichen der gewünschten Apoapsis die Triebwerke gezündet, um die Bahnhöhe der Periapsis aus der Atmosphäre herauszuheben. Zur Verbesserung der Bremswirkung lassen sich die Solarpaneele einer Planetensonde als Bremsklappen oder -flügel verwenden, mit denen der Strömungswiderstand in den oberen Atmosphärenschichten gesteuert und der Wärmeeintrag über eine größere Fläche verteilt werden kann. Das Manöver der Atmosphärenbremsung kann mehrere Monate dauern.
Im Gegensatz zum Atmosphäreneinfang (Aerocapture) erfolgt bei der Atmosphärenbremsung der Einschuss von einer hyperbolischen Bahn in eine (hochelliptische) Umlaufbahn mittels der Triebwerke. Beim Atmosphäreneinfang erfolgt die Abbremsung unter die Fluchtgeschwindigkeit bei einem einmaligen Atmosphärendurchflug, sodass aufgrund der hohen Bremsleistung ein Hitzeschild notwendig ist.

## Steuerung
Eine Atmosphärenbremsung erfordert
- einen Himmelskörper mit nennenswerter Atmosphäre (das sind im Sonnensystem die Planeten Venus, Erde, Mars, Jupiter, Saturn, Uranus und Neptun sowie der Saturnmond Titan) und
- ein schon unter die Fluchtgeschwindigkeit abgebremstes Raumfahrzeug, genauer gesagt muss bereits nach dem ersten Bremsmanöver die Fluchtgeschwindigkeit unterschritten sein.

Sollte neben dem Nutzen von Triebwerken zum Einschwenken in eine Atmosphärenbremsbahn ein zusätzliches Bremsen durch Triebwerke erforderlich sein, ist es am effektivsten, wenn dies kurz vor dem, während des oder kurz nach dem ersten atmosphärischen Bremsmanöver erfolgt, da
- es aufgrund des Oberth-Effekts am effizientesten ist, Treibstoff bei hohen Geschwindigkeiten zu verwenden und
- die Fluchtgeschwindigkeit nach dem ersten Bremsmanöver unterschritten sein muss.

Weitere Charakteristika der Atmosphärenbremsung:
- Das Bremsen erfolgt primär in der Hochatmosphäre des Himmelskörpers bei Drücken von 0,02 Pa[3] bis maximal 40 Pa.[4][5][6] Was sich darunter befindet (dichte Atmosphäre / Gasplanet, Meere oder Gestein) spielt außer für Ursachenuntersuchungen für fehlgeschlagene Atmosphärenbremsung keine Rolle.
- Bei unbemannten Raumfahrzeugen wird meist in vielen Durchläufen gebremst (beim Mars Reconnaissance Orbiter: 426 Durchläufe), Bremswirkung und Temperaturerhöhung sind moderat, die Bremsmanöver können mehrere Monate dauern.

Zu aerodynamischen Bremsmanövern in der EDL-Phase (Entry, Descent and Landing):
- Bei bemannten Raumfahrzeugen/Rückkehrkapseln wird meist nur ein Bremsdurchgang in der Erdatmosphäre mit anschließender Landung durchgeführt. Hierzu ist ein umfangreicher Hitzeschild erforderlich.
- Kritisch ist, eine genaue Flugbahn einzuhalten, um ein vorbereitetes Landegebiet zu erreichen.
- Die stärkste Belastung und Bremswirkung trat beim Eintritt der Tochtersonde von Galileo mit 228 g und mit bis zu 15500 K in die Jupiter-Atmosphäre auf. Die Sonde wurde innerhalb von 2 Minuten von 47 km/s auf Unterschallgeschwindigkeit abgebremst.
- Es kann auch zur Entsorgung von ausgedienten Raumflugkörpern durch Verglühen verwendet werden.

Da Atmosphärenbremsungen selbstverstärkend sind, d. h. in einen Absturz übergehen können, und die Dichte in der Hochatmosphäre durch Sonnenaktivitäten erheblich schwankt, werden Atmosphärenbremsungen meist konservativ eingeleitet. Durch weitere kleine Kurs- oder Lagekorrekturen durch Raketentriebwerke wird permanent nachjustiert. Erfolgreiche Atmosphärenbremsungen enden mit einer Landung oder das Einschwenken in einen stabilen Orbit. Bei Letzterem erfolgt das Ausleiten aus dem Bremsmanöver durch Beschleunigung im Fernpunkt der Flugbahn, was den Nahpunkt anhebt, sodass der Orbit nicht mehr durch die Atmosphäre führt.

## Einsatzgebiete
Seit Ende der 1990er Jahre wird die Atmosphärenbremsung zunehmend dazu verwendet, die Flugbahn interplanetarer Raumsonden zu korrigieren.
Aerobraking wird genutzt, um in einem zweistufigen Verfahren in eine planetennahe, weniger elliptische Bahn um einen Planeten einzuschwenken. Dazu wird bei der ersten Annäherung an den Planeten die Geschwindigkeit durch Raketentriebwerke knapp unter die Fluchtgeschwindigkeit reduziert, um dann mittels Aerobraking weiter reduziert zu werden.
Erstmals erprobt wurde das Verfahren 1993 durch die Venus-Sonde Magellan und erstmals eingesetzt 1997 bei der Mars-Global-Surveyor-Mission. Seither wurde dieses Verfahren bei allen US-amerikanischen Sonden benutzt, die in Marsumlaufbahnen gebracht wurden.
Das Raumschiff Starship soll bei der Rückkehr von Marsflügen auch mittels Aerobraking in der Erdatmosphäre abbremsen.